# Thecodontia
Con il termine Tecodonti (Thecodontia, "denti infissi negli alveoli"), ora considerato obsoleto, si usava indicare tutta una serie di arcosauri primitivi che apparvero nel Permiano superiore e si diffusero nel corso del Triassico. Il gruppo include gli antenati dei dinosauri (compresi gli uccelli), dei coccodrilli e degli pterosauri, oltre a una quantità di specie (ad esempio Euparkeria) che si sono estinte senza lasciare discendenti.

## Arcosauri primitivi
I tecodonti vengono definiti come gruppo dal possesso di alcune caratteristiche primitive, come la finestra antorbitale (tra le orbite e le narici) e i denti negli alveoli. Questo gruppo costituiva una sorta di "cestino della spazzatura" per qualsiasi arcosauro non appartenente ai gruppi dei dinosauri, pterosauri e coccodrilli; insomma, ogni arcosauro basale. Dal momento che l'attuale analisi cladistica riconosce solo taxa monofiletici come gruppi naturali (e i tecodonti sono un gruppo parafiletico), il termine non è più usato da molti paleontologi, anche se lo si riscontra ancora in alcuni libri (per la maggior parte divulgativi).

## Quattro sottordini
Generalmente, l'ordine dei tecodonti veniva diviso in quattro sottordini, i proterosuchi (antiche forme primitive di cui la più nota è Chasmatosaurus, che costituivano un altro gruppo parafiletico), i fitosauri (o parasuchi, grandi animali semiacquatici simili a coccodrilli), gli aetosauri (erbivori corazzati) e gli pseudosuchi. Di questi, solo i fitosauri e gli aetosauri costituiscono gruppi monofiletici, e il termine "pseudosuchi" raggruppa semplicemente tutti quegli animali che non rientravano negli altri tre sottordini. Gli pseudosuchi sono ora divisi in rauisuchi (come Saurosuchus) e ornitosuchi. Altre forme, come Euparkeria, cadono sotto la definizione di incertae sedis.